# El Liszickij
El Liszickij (oroszul: Эль Лисицкий; Pocsinok, 1890. november 23. – Moszkva, 1941. december 30.) – eredeti nevén Lazar Markovics Liszickij (Лазарь Маркович Лисицкий) – orosz festő, grafikus és építész, az orosz avantgárd egyik legnagyobb hatású képviselője. Darmstadtban szerzett mérnöki diplomát. 1919-től kidolgozta a „proun” elméletét (ld. lentebb), mely az absztrakt festészetet, szobrászatot és építészetet összehangoló konstrukciók akcióterve; összes művét prounnnak keresztelte (pl. „proun r.v.n. n. 2.”). Forradalmi plakátokat készített, és tanított Marc Chagall vityebszki iskolájában. Az orosz konstruktivizmus felismeréseit (a világ megváltoztatása az alapvető törvények ismeretével) a De Stijl törekvéseivel El Liszickij kapcsolta össze, aki Oroszországban született és nevelkedett, és nagy hatással volt rá Kazimir Malevics és a szuprematizmus.
Absztrakt kompozíciói tiszta geometrikus nyelvre épülnek. Képein nem illuzionista teret érzékelünk, hanem nyílt és nehézkedés nélküli légkört, amilyet repülőgépből láthat az utazó. El Liszickij a technikából merített ihletet, de, mint az orosz avantgárd többi képviselője, az új találmányokat az új emberi társadalom szolgálatába kívánta állítani.

## A proun
Proun-nak nevezett vásznai egy technikai esztétika paradigmái (ugyanez az esztétika ihlette azokban az években a francia Fernand Léger-t és Le Corbusier-t is). Liszickij egy új technikai esztétika propagátora volt. A „Proun” szó a „projekt utverzsgyenyija novovo” kifejezés kezdőbetűiből nyert orosz betűszó, – magyarul körülbelül így hangzik: „új valóság megteremtésének terve" vagy „terv az új igazolására”.
Mialatt Walter Gropius Weimarban megalapította a Bauhaust, El (Lazar) Markovics Liszickij hasonló intézmény megszervezését kísérelte meg Proun név alatt Moszkvában. Amikor pedig el kellett hagynia Moszkvát, Németországban konstruktivista mozgalmat: szervezett a magyar Moholy-Nagy Lászlóval, aki már konstruktivista eszmékkel telítve érkezett 1920-ban Berlinbe. Liszickij és Moholy-Nagy G névvel önálló csoportot alakítottak, és nemcsak a holland De Stijl csoporttal, hanem Mies van der Rohéval és más építészekkel is érintkezésbe léptek.

## Életpályája
Oroszország Szmolenszki kormányzóságában, Pocsinok városban született 1890-ben zsidó középosztálybeli családban. Anyja mélyen vallásos, ortodox zsidó volt. Gyermekéveit Vityebszkben töltötte. Gimnáziumba Szmolenszkben járt, de nyaranta visszatért Vityebszkbe. Ekkor már rendszeresen rajzolt; az első művész, akivel összehozta a sors, Jehuda Pen volt, Chagall tanára. De hiába a környezet, hiába Pen, hiába az éppen ekkortájt kibontakozó szecesszió, Liszickijt egyelőre nem a mítoszok ejtették foglyul, hanem a matematika. Már a gimnáziumban kitűnt jó matematikai érzékével és érdeklődésével – de feltett szándéka volt, hogy művész lesz. 1909-ben érettségizett, majd jelentkezett a szentpétervári Művészeti Akadémiára. A felvételi vizsgán nem felelt meg.
Ezután Németországba ment tanulni, a darmstadti Politechnikai Főiskolára. A véletlen a kezére játszott. Építészetet tanult már akkor, amikor még csak sejteni lehetett, hogy a modern művészet egyik legjelentősebb – több irányzatot tömörítő – vonulata az építészetet írja majd fel jelszóként harci lobogójára. Vagyis: a valóság utánzása helyett át akarja alakítani a világot. Ez a konstruáló művészet a kubizmussal vette kezdetét; azzal, hogy a látszati ábrázolást a dolgok tényleges összefüggését tükröző megjelenítéssel váltotta fel. Még tovább lépett az expresszionizmus absztrakt irányzata: végleg lemondott a valóság utánzásáról; szeszélyes formák, vonalak és színek szimbolikájával helyettesítette a látványt, hogy aztán a konstruktivizmusban összetalálkozzon a kubizmus elemző, mértani módszere és az absztrakt expresszionizmus emocionális világképe. A legjellegzetesebb konstruktivista kompozíciókban csupa mértani alakzatot látunk: köröket, négyzeteket és háromszögeket, amelyeket aztán építészeti modellek, majd konkrét épülettervek követnek. A kétdimenziós felületen konstruáló kubizmusból így született meg az új építészet.
Németországban is rendszeresen rajzolt. Nem annyira tájképeket, mint inkább épületeket. Majd azon kapta magát, hogy számára egy egyszerű használati tárgy éppen olyan szép lehet, mint egy festmény. 1911-es feljegyzésében olvashatjuk: „Nem tudom, mit csodálok jobban: Michelangelo Dávidját, Vrubel Démonját, vagy a szögekkel kivert művészi ajtót, amit egy ismeretlen művész munkájaként láttam a Fekete Kápolnában." Itt már annak az új esztétikának a szellemében fogalmazza meg kérdését, amelynek később a gyakorlatban, művészetével ad majd igazolást. Michelangelót és Vrubelt még az a Liszickij csodálta, aki festőnek készült. Az ajtó szépségének azonban már az a Liszickij adózott, aki festészetével az új építészet alapjainak lerakásából kér majd részt.
Darmstadt a szecesszió egyik fellegvára volt, a szecesszió pedig építészet- és iparművészetcentrikus esztétikát hirdetett meg. Művésztelep is szerveződött a Mathildenhöhén; a város iparművészeti kiállításainak európai visszhangja volt. Az 1901-es darmstadti seregszemléről úgy emlékezett meg már a korabeli magyar sajtó is, mint amely döntő szerepet játszott az új iparművészet diadalában. A Politechnikai Főiskolán tanított Joseph Maria Olbrich, a korszak jelentős építésze, a bécsi szecesszió egyik vezéralakja, a Mathildenhöhe több épületének tervezője. De ami ennél sokkal fontosabb: Németországban Liszickij megérkezésekor már tevékenyen dolgozott az 1907-ben alapított Deutscher Werkbund, a szecesszióval is elégedetlen, a legkorszerűbben gondolkodó építészek szövetsége. Peter Behrens, Hermann Muthesius, Henry van de Velde, Walter Gropius új programmal álltak elő. A szecesszió még egyedi művészetet hirdetett az iparban is, tehát a kézművesség fejlesztésében látta a jövőt. A Werkbund tagjai voltak az elsők, akik felismerték: korszerű iparművészet nincs korszerű ipar nélkül. Megszabadultak az ornamentikától, és olyan funkcionális tárgyakat terveztek, amelyek alkalmasak a nagyüzemi gyártásra. Céljuk „a művészet, az ipar és kézművesség összefogásával az ipari munka megnemesítése" volt.
Liszickij 1911-ben Párizsban járt, innen hazatérőben látogatta meg van de Veldét. A személyes találkozás, a mester nézeteivel való megismerkedés tovább vitte azon az úton, amelyre az ajtó szépségének felismerésével ösztönösen rálépett.
A főiskolai hallgató Liszickijben a tízes évek elején már érett a táblakép-festészetről való lemondás gondolata. Amikor 1912-ben és 1913-ban Észak-Olaszországba ment tanulmányútra, a kora reneszánsz nagyjait: Cimabuét és Uccellót fedezte fel magának. Tehát két olyan festőt, akiknek művei még szerves részei voltak az architektúrának. Ekkor erősödött meg benne az a remény, hogy amit Nyugat-Európában tanult, annak köze van, köze lehet Kelet-Európához is.
Az első világháború kitörése érlelte meg az elhatározását. A már diplomás Liszickij elhagyta Darmstadtot, és Svájcon, majd a Balkánon át hazatért Moszkvába. Az ide evakuált rigai Politechnikai Főiskolán megújította vizsgáit. 1916-tól építészként dolgozott.
Amikor Liszickij hazatért, Oroszországban Kazimír Malevics már kidolgozta szuprematistának nevezett festészete elméletét és gyakorlatát.
Rövid kubista és futurista korszak után, 1914 körül alkotta első absztrakt képeit, amelyeken egyszerű mértani formák és halvány színek segítségével tisztította meg a terepet egy jövendő kor új építészete számára. Tudta: a készülő új társadalom új embertípust és új életformát kíván, tehát radikálisan át kell formálni a cselekvés terét is. Ábráiban ezért amolyan eszményi modellként vetíti előre a holnapi élet színterét, nem kevésbé látványos ideológiája nevében: „A szuprematizmus új művészete, mely formákat és formaviszonylatokat teremtett az alakot öltött percepciók alapján, amikor ilyen formákat és formaviszonylatokat a térbe vetít, tulajdonképpen új építészetté válik."
1917 és 1919 között több könyvet illusztrált, ezek a rajzok Marc Chagall, a romantikára hajlamos szecesszió és a héber mítoszok hatását mutatják. Mojżesz Broderson Prágai legendá-jához 1917-ben készítette színes litográfiáit; két évvel későbbiek az „Ukrán népmesék" fekete tollrajzai. Keleti kavalkád, kubisztikus részletformák és szecessziós ornamentika fűzi egybe az orosz valóság archaikus elemeit. Miközben ornamentikát sarjasztott a felületen, már konstruktív szemléletet hirdetett a téralakításban. Nincs tehát semmi meglepő abban, hogy Liszickij életművében a szecessziós örökségből fejlődött ki az építészeti stúdiumok tanulságait kibontó konstruktivizmus.
1919-ben Vityebszkben tanított a helybeli művészeti iskolában, ahová Chagall hívta meg. Ugyanebben az iskolában tanított Malevics is, akinek hatására Liszickij a konstruktivisták táborába állt.
- 1 D : A szinte monokróm felületen építőkockáknak is beillő hasábok és mértani alakzatok – kör, egymást derékszögben metsző egyenesek, téglalapok – láthatók. De a kompozíció dinamikus, mozgást érzünk. Mintha ezek az elemek beúsznának a képbe; vagy egy ismeretlen mikrovilágba pillantanánk a festő képzeletbeli mikroszkópja segítségével. Csakhogy nem kocsonyásan rezgő sejteket látunk, nem a fémek feszes kristályszerkezete tárul fel, hanem a képzőművész szemében megjelenő képzőművészeti valóság elemi részecskéi lesznek láthatóvá.

Liszickij a tér és a sík általános vizuális törvényszerűségeit vizsgálta, miközben alakzatokat és tereket konstruált. Úgy is mondhatnánk: a proun elemzés, amelynek eredményeit az új építészetnek és iparművészetnek kell hasznosítania. Nem az új építészet diadalmas eszméjének keresett allegorikus formát, mint Malevics, hanem az élet mindennapi követelményeinek tudatában szerkesztette meg kompozícióit. Ha úgy tetszik: a praktikum szintjén fogalmazott. Még akkor sem feledkezett meg a használhatóságról, amikor a világforradalom igézetében fejtette ki Malevicsnek a prounok eszmei tartalmát: „Életünkkel új vasbetonalapot készítünk a Föld minden népének. Hála a prounoknak, erre az alapra egységes kommunista városokat építhetünk, amelyekben a földgolyó egész lakossága elfér majd."
1920-ban Moszkvában megjelent Liszickij Proun című kiáltványa, amely nyílt hadüzenet volt a régimódi festészetnek: A „Proun megváltoztatja a művészet műhelyi formáit, és a táblaképet meghagyja az individualista kézművesnek, aki műtermébe zárkózva, festőállvány mögé bújik, a képben kezdődik, s abban ér véget."
Egyre inkább a tipográfia felé fordult. Plakátokat csinált.
- Vörös ék: (1919) 1919-ben tervezte híres plakátját, a „Vörös ékkel zúzd szét a fehéreket”, amelynek kompozíciója szinte szó szerint követi a feliratot. Jobbra a fehérek gyűrűjét látjuk, ebbe a körbe hatol be a háromszög alakú vörös ék. Az elvont alakzatok dinamizmusa ugyanis feszültséget szuggerál, méghozzá kibékíthetetlen – kiegyensúlyozhatatlan – ellentétet.

Bár a plakátot általában gyorsan avuló műfajnak tartják, Liszickijnek ez a munkája – általánosabb jelentése révén – az egész életműnek is mottója. Ez a fehérek ellen támadó vörös ék akár a konstruktivizmus jelképe is lehetne. Geometrizáló stílusával akaratlanul is azt szimbolizálja, hogy a konstruktivizmussal a kommunista művészet tört utat magának.
Liszickij az esztétikumot ökonomikus és funkcionális természetűnek tartotta, de nem vetette el teljesen – miként a produktivisták. A húszas évek elején egy sor könyvcímlapot tervezett, számos prount készített. Kollázson örökítette meg Tatlint, amint a III. Internacionálé tornyának makettján dolgozik. Nem jövendölte a művészet halálát, valószínűleg nem is hitt az efféle jóslatokban.
1921 végén Németországba ment. Ő tervezte az 1922-es berlini nagy orosz képzőművészeti kiállítás katalógusának fedőlapját. Ahogy egy vérbeli konstruktivistához illik: csupa geometriai elemből, a „Russische Kunstausstellung" mértani alakzatként is felfogható betűiből alakította ki a kompozíciót. A német fővárosban volt ekkor Ilja Ehrenburg és Moholy-Nagy László, Majakovszkij és Paszternák is.
Úgy vélték: az új társadalom és az új művészet nem választható el egymástól. Vagy ahogy Liszickij fogalmazott néhány évvel később „Ideológiai felépítmény" című írásában: „Számunkra egy műalkotás nem magának való érték, nem öncél, nem sajátos szépség", hanem „objektív-tudományos alapra épülő, céltudatos építészeti tevékenység."
A forradalmi hullám a húszas évek második felében szép lassan elcsendesedett –, de a művészetre nagy hatást gyakorolt. Szoros kapcsolatot tartott a holland konstruktivistákkal és a Bauhaus tanári karával. Grafikai mappákban adta közre a prounokat („Kestner-Mappe", „Figurinenmappe"), címlapokat tervezett, kiáltványt fogalmazott. 1922-ben kiadta a Két négyzet története című játékos könyvecskéjét, amellyel az volt a célja, hogy a gyerekek is megismerjék a művészet – vagyis az építkezés – konstruktivista alaptörvényeit. Folyóiratával, mondhatni, irányt mutatott az új tipográfiának.
1923-ban Liszickij megbetegedett. Barátai Svájcba küldték gyógyulni. Mint annyi művész, ő is önvizsgálattal tért vissza az életbe. 1924-ben készítette önarcképét, azt a fotómontázst, amely körzővel a kezében ábrázolja.
- Konstruktőr (önarckép): (1924)

Svájcban szoros kapcsolatba került Hans Arppal. Barátságuk legmaradandóbb emléke „Művészeti izmusok" című könyvük, amelynek tipográfiáját Liszickij készítette. A húszas évek második felében a Szovjetunióban és Németországban egyaránt sokat dolgozó Liszickij munkásságát a majakovszkiji „mérnöki formateremtő tevékenység" jellemzi.
Liszickij élete utolsó évtizedében számos installációt tervezett.
A fotográfiával a húszas évek derekán barátkozott meg, akkor készítette azokat a montázsokat, amelyeket egymásra montírozott filmnegatívok segítségével állított össze.
1941-ben halt meg Moszkvában. Erejét a tüdőbaj és a munka őrölte fel.
Liszickij jelentős hatást gyakorolt Németországban, különösen Hannoverben, ahol a Városi Múzeum absztrakt festészetet bemutató termét tervezte. (Ezt később a nácik lerombolták.) Alkalmazott grafikai munkássága szintén jelentős volt.